# Madasumma biswasi
Madasumma biswasi är en insektsart som beskrevs av Vasanth 1993. Madasumma biswasi ingår i släktet Madasumma och familjen syrsor. Inga underarter finns listade i Catalogue of Life.